# Kaj V. Andersen
 Der er for få eller ingen kildehenvisninger i denne artikel, hvilket er et problem. Du kan hjælpe ved at angive troværdige kilder til de påstande, som fremføres i artiklen.

Kaj Valdemar Andersen (10. juni 1929 i Nykøbing Falster – 16. august 1991) var en dansk radio- og tv-vært, lydbogsindlæser og politiker.
Kaj V. Andersen var fra Nykøbing Falster, og gik som barn på Nykøbing Falster Realskole.
Han læste til teolog på Københavns Universitet i 1956, og det var under dette studie at Kaj tog et feriejob i Danmarks Radio og det var her man opdagede hans gode evner som oplæser.
Han var programsekretær og speaker i Danmarks Radio fra 1956, siden 1965 chef for speakertjenesten og indtil 1971 tillige tv-oplæser, blandt andet TV-vært på TV-Avisen i en årrække.
Han sad i Folketinget for partiet Venstre 1971-79 og vendte tilbage til Danmarks Radio på Radioavisen. Han indlæste, på Statens Bibliotek for Blinde, over en periode på 32 år en lang række lydbøger i forskellige genrer – bl.a. den socialdemokratiske statsminister Anker Jørgensens dagbøger.
Kaj V. Andersen var gift med Bodil Andersen (7. august 1930 – 29. juni 1987), og parret boede på Sortedamsdosseringen i København.
Ifølge DR-kollegaen Lone Kühlmann havde han øgenavnet ligkusken blandt sine kolleger.
Kaj V. Andersen ligger sammen med sin kone Bodil, begravet på Holmens Kirkegård i København.